# Jean-Christian Duby
Pour les articles homonymes, voir Duby.
 (janvier 2008).
Jean-Christian Duby, né le 30 juin 1948 à Bonneville (Haute-Savoie), est un pilote automobile et entrepreneur français.

## Carrière
Jean-Christian Duby participe au championnat de France de courses de côte de 1970 à 1993. Il devient le premier et à ce jour le seul champion de France avec une voiture fermée. Il conduira dans les années '70 et début '80 sur Ford Escort avant de passer sur un coupé B.M.W. 635 csi. En 1986 il se porte acquéreur d'une des 205 T16 du team Peugeot avant de finir sa carrière avec une Ford Sierra RS 500 avec laquelle il va devenir champion de France 1992 Groupe A. Il oriente dès lors sa carrière de pilote et de team manager vers les courses sur glace (Trophée Andros, I.R.S.I., 24 H. de Chamonix).
Il replonge dans le monde de la course en 2010, mais cette fois-ci dans les épreuves historiques au volant d'une barquette Chevron B36 préparée par Lucien Rossiaud. Ce dernier avait gagné Le Mans en 1977 en catégorie 2 litres.

## Sources
- Revues Auto-hebdo - l'Echappement - L'année Automobile